# Matt Banting
Pour les articles homonymes, voir Banting.
Matt Banting est un surfeur professionnel australien né le 25 juin 1994 à Port Macquarie, en Nouvelle-Galles du Sud, en Australie.

## Palmarès et résultats
- 2012 :
  - 3e du The Championship Moves Surf Festival à Jan Juc (Australie)
  - 1er du Australia Open à Sydney (Australie)

- 2013 :
  - 3e du Vans US Open of Surfing à Huntington Beach (États-Unis)

- 2014 :
  - 1er du Burton Toyota Pro à Newcastle (Australie)
  - 1er du Los Cabo Open of Surf à San José del Cabo (Mexique)
  - 2e du O'Neill SP Prime à Maresias (Brésil)